# Герб Станиці Луганської
Герб Станиці Луганської — офіційний символ смт. Станиці Луганської Луганської області. Герб Станиці Луганської було затверджено рішенням селищної ради.

## Опис
Опис герба Станиці Луганської базується на традиційних, духовних, природних особливостях території. Належність до Донського козацтва і до України відображені на тлі герба.
Синьо-жовтий колір державного прапора доповнений пурпуровим кольором – символом Донського козацтва. Історичні особливості відбиті в зображенні Моськіного кургану з козачою вежею. Наявність водних артерій та водоймищ відображено у нижній частині гербу у вигляді хвиль та кольору водної гладі. Дубове листя – це значні ресурси зелених насаджень, в тому числі відома Станично-Луганська ДУБРАВА. Символом основної трудової діяльності мешканців станиці, які займаються вирощуванням овочів, є красна куля нижче герба.